# Židé Horních Uher
Židé Horních Uher (v jidiš אױבערלאַנדער‎ nebo אָבערלאַנדער ײִדן‎, ojberlander nebo oberlander Jidn) jsou aškenázští Židé pocházející z Horních Uher (dnešního Slovenska) a okolí Bratislavy. Přestože se jedná o dnes již zapomenutou komunitu, Židé Horních Uher se "vstřebali" do dynastie Satmar[zdroj⁠?!], čímž se zatím pomohlo odvrátit od absolutní zkázy a potenciální ztráty charakteristické hornouherské kultury.

## Náboženství
Část populace tvořili charedim, na rozdíl od dolnouherských Židů však většinou nebyli příznivci chasidismu.
Většina byla ortodoxní, avšak v moderním pojetí: nosili soudobé oblečení a mluvili maďarsky, ale vzdělávali své děti v židovských tradicích společně s akademickými předměty vyučovanými v maďarštině. Jejich pojetí židovství bylo velmi blízké klasické německé ortodoxii z období před emancipací. Mezi tradice a zvyky hornouherských Židů patřilo nošení talitu před svatbou (obdobně jako u německých Židů) nebo pokládání tfilin v období chol ha-mo'ed.

## Současnost
Po emigraci se hornouherští Židé většinou integrovali do chasidského nebo litvackého prostředí; komunity, které si dodnes zachovaly svou hornouherskou identitu lze nalézt v New Yorku, Izraeli a Stamford Hillu v Londýně.

## Významné postavy
- Akiva Josef Schlesinger
- Chatam Sofer